# Alastor guichardi
Alastor guichardi är en stekelart som beskrevs av Giordani Soika 1958. Alastor guichardi ingår i släktet Alastor och familjen Eumenidae. Inga underarter finns listade i Catalogue of Life.